# Ernst Curtius
Ernst Curtius, född  2 september 1814 i Lübeck, död 11 juli 1896 i Berlin, var en tysk arkeolog och historiker. Han var bror till Georg Curtius och farfar till Ernst Robert Curtius.
Curtius blev redan 1844 extra ordinarie professor vid Berlins universitet och erhöll 1856 en ordinarie professur i Göttingen, varifrån han 1868 kallades till den lärostol i antik konsthistoria vid universitetet i Berlin, som han sedan innehade. År 1871 blev han ständig sekreterare i preussiska Vetenskapsakademien. Han var även direktör för samlingen Antiqvarium där och ledamot av centralstyrelsen för tyska arkeologiska institutet. Han företog i arkeologiskt syfte flera resor till Grekland.
Curtius var den egentlige upphovsmannen till de stora utgrävningarna i Olympia under senare hälften av 1870-talet, och det var han som 1874 på tyska riksregeringens vägnar avslöt fördrag med Grekland därom, liksom han var medutgivare av den officiella redogörelsen för företaget ("Die Ausgrabungen zu Olympia", fyra band 1877-80). Hans marmorbyst restes i Olympia våren 1896. Institut de France kallade honom 1869 till korresponderande ledamot och 1889 till utländsk associé.
Curtius förnämsta verk är Peloponnesos (1851-52), en vetenskaplig framställning av detta lands historia, saga och fornlämningar, Griechische Geschichte (tre band, 1857-61; sjätte upplagan 1887-89), ett värdigt motstycke till Theodor Mommsens "Römische Geschichte", och Die Stadtgeschichte von Athen (1891).

## Fotnoter
1. 1 2  Encyclopædia Britannica, Encyclopædia Britannica Online-ID: biography/Ernst-Curtiustopic/Britannica-Online, läst: 9 oktober 2017.[källa från Wikidata]
2. 1 2  SNAC, SNAC Ark-ID: w61z4k9c, läs online, läst: 9 oktober 2017.[källa från Wikidata]
3. 1 2  Merkelstiftungs familjedata, Merkelstiftung person-ID: I22684, läst: 9 oktober 2017.[källa från Wikidata]
4. 1 2  Aleksandr M. Prochorov (red.), ”Курциус Эрнст”, Большая советская энциклопедия : [в 30 т.], tredje utgåvan, Stora ryska encyklopedin, 1969, läst: 28 september 2015.[källa från Wikidata]
5. 1 2  www.accademiadellescienze.it, Accademia delle Scienze di Torino-ID: ernst-curtius, läst: 1 december 2020.[källa från Wikidata]
6. 1 2 3 4  Deutsche Biographie, Bayerische Staatsbibliothek och Historische Kommission bei der Bayerischen Akademie der Wissenschaften, Deutsche Biographie-ID: 116766557.[källa från Wikidata]
7. ↑  läs online, www.stadtentwicklung.berlin.de .[källa från Wikidata]
8. ↑  Dictionary of Art Historians, Dictionary of Art Historians-ID: curtiuse, läst: 23 april 2022.[källa från Wikidata]
9. ↑  Charles Dudley Warner (red.), Library of the World's Best Literature, 1897, läs online.[källa från Wikidata]